# 2775 Odishaw
2775 Odishaw је астероид главног астероидног појаса чија средња удаљеност од Сунца износи 2,422 астрономских јединица (АЈ).
Апсолутна магнитуда астероида је 13,6.